# كليبر روجيريو كامو سيلفا
كليبر روجيريو كامو سيلفا (14 أبريل 1981 في البرازيل – )؛ هو لاعب كرة قدم سابق كان يلعب كلاعب وسط.

## وصلات خارجية
- كليبر روجيريو كامو سيلفا على موقع رابطة كرة القدم اليابانية للمحترفين (اليابانية)